# 尼索里亚
尼索里亚（義大利語：Nissoria），是意大利恩纳省的一个市镇。总面积61平方公里，人口2972人，人口密度48.7人/平方公里（2009年）。ISTAT代码为086013。